# Informační fyzika
Informační fyzika je nová oblast vědy, která usiluje o hlubší propojení zákonů fyziky s fundamentálními zákony pro informaci a pravděpodobnost. Pojem informace a s ním úzce související pojem pravděpodobnost užíváme běžně ve všech oblastech poznání i každodenního života. Informační fyzika tyto pojmy zpřesňuje, matematizuje a interpretuje. Zákony (axiomy, postuláty) teorie informace i teorie pravděpodobnosti patří navíc k nejlépe ověřeným a univerzálním poznatkům vědy. Informační fyzika je proto slibná pro budování sjednocené teorie, která kromě syntézy různých oblastí teoretické fyziky nabízí i řadu přesahů do oblastí jiných. Jde tudíž o jednu z forem tzv. "teorií všeho". Informační fyzika úzce souvisí s mnoha moderními oblastmi vědy, jako je informační geometrie, problematika kvantového počítače, bioinformatika a informační teorie mozku, teorie chaosu, evoluční teorie, ale např. také teorie čísel a matematická logika, interpretační problémy kvantové mechaniky i statistické fyziky, některé otázky kosmologie, aj.

## Z historie informační fyziky
Předobraz projektu informační fyziky předložil již Pierre-Simon Laplace, který nejen navrhoval teorii pravděpodobnosti jako obecný a univerzální nástroj k matematizaci všech oblastí lidského poznání, ale současně k rozpracování tohoto zastřešujícího pojetí přispěl řadou velmi obecných i zcela praktických metod, jejichž význam v moderní době stále vzrůstá. Příkladem může být Laplaceova teorie generujících funkcí, které mají celou řadu hlubokých metamorfóz v informačně-teoretické oblasti – od teorie čísel přes kombinatoriku po statistickou a kvantovou fyziku. Laplace přitom považoval pravděpodobnost za obecný nástroj pro popis problémů s neúplnou vstupní informací (bayesovská teorie pravděpodobnosti).
Statistická mechanika v pojetí Ludwiga Boltzmanna a později J. Willarda Gibbse, při úsilí propojit zákony fyziky na mikroskopické a makroskopické úrovni, byla poprvé konfrontována s fundamentální, avšak dosud přehlíženou rolí informace ve fyzice. Ukázalo se, že při popisu fyzikálního systému musí být vždy definováno, vůči jaké zadané informaci či úrovni popisu je vlastně systém definován. Vymezení fyzikálního systému od jeho popisu nelze oddělit, má-li být zabráněno fyzikálním paradoxům, jako je tzv. Maxwellův démon a perpetuum mobile II. druhu. Tyto poznatky připravily půdu pro pozdější interpretaci experimentů kvantové mechaniky.
Na úzký vztah mezi statistickou termodynamikou a teorií informace znovu upozornil fyzik Leó Szilárd ve své klasické práci o Maxwellově démonu. Také proslulý a vlivný teoretický fyzik Niels Bohr v pozdějším období zdůrazňoval úzký vztah mezi informací, kvantovou a statistickou fyzikou. Jak vzpomíná Werner Heisenberg, Gibbsovy "Elementary Principles of Statistical Mechanics" byly první knihou, kterou mu Bohr doporučil ke studiu při rozvoji kvantové mechaniky. S fundamentální rolí informace ve fyzice (zejména kvantové) úzce souvisí kodaňská interpretace kvantové mechaniky i ergodický princip boltzmannovské školy statistické mechaniky. Na možný význam teorie informace pro teoretickou fyziku výslovně upozorňoval též John Archibald Wheeler, který tuto představu vtělil do známého aforismu "It from Bit".
Za skutečný počátek informační fyziky lze však nejspíše považovat až dvě velmi vlivné práce, které v r. 1957 uveřejnil Edwin T. Jaynes. V těchto pracích Jaynes rozpoznal, že zjevná formální analogie mezi Gibbsovou statistickou mechanikou a Shannonovou teorií informace není pouze náhodná, nýbrž naznačuje hlubší souvislost obou oblastí. Současně předložil obecnou metodu maximální entropie (MaxEnt), která umožňuje rozšíření Gibbsovy metody statistické fyziky i na obecné zákony zachování.

## Informační fyzika a teoretická fyzika
Informační fyzice jde v prvé řadě o hlubší pochopení a propojení těch základních a univerzálních pojmů a zákonů, na kterých staví i moderní teoretická fyzika. Jde zejména o pochopení významu pravděpodobnosti a informace pro univerzální fyzikální pojmy jako symetrie, zákony zachování, první a druhý zákon statistické termodynamiky, princip nejmenší akce a pohybové rovnice, zákon chemické rovnováhy či zákon akce hmoty, partiční funkce a statistická rozdělení, vlnově-částicový dualismus, a v neposlední řadě pojmy prostor a čas, hmotnost, teplota a potenciální energie. Informační fyzika umožňuje lépe pochopit formální ekvivalenci mezi pojmy tepla a mechanického pohybu, současně však odhaluje fundamentální rozdíl mezi nimi, který je velmi zřetelný např. ve spektroskopii.

## Informační fyzika a statistická termodynamika
Ukazuje se, že prakticky všechny reprodukovatelně měřitelné fyzikální veličiny představují v podstatě parametry určitých pravděpodobnostních rozdělení (např. fyzikální statistiky). Platí to dokonce i o veličinách, které figurují ve zdánlivě "čistě deterministických" rovnicích, např. v rovnicích klasické mechaniky. Systematicky se odvozování pravděpodobnostních rozdělení ve fyzice věnuje statistická termodynamika, konkrétněji široce rozpracovaná Gibbsova-Jaynesova metoda maximální entropie. Z tohoto zorného úhlu je zřejmé, že důležitou roli v projektu informační fyziky má právě statistická termodynamika. Centrální role statistické termodynamiky v budově teoretické fyziky byla nejednou zdůrazňována též řadou vlivných teoretických fyziků, jako byli J. W. Gibbs, Max Planck, Albert Einstein, Arthur Eddington, Niels Bohr, L. D. Landau, Laszlo Tisza a E. T. Jaynes. V informační fyzice tedy statistická termodynamika není v pozici nějaké staromódní teorie 19. století, nýbrž představuje velmi živou oblast teorie, kterou je zapotřebí integrovat do oblastí dalších. Současně probíhají více či méně úspěšné pokusy o různá zobecnění a hlubší pochopení druhého zákona termodynamiky a pojmu entropie. Výrazem těchto snah jsou např. tzv. zobecněné entropie, které nalezneme např. v kontextu Tsallisovy neextenzívní termodynamiky. Ujasnit odpovídající místo pro tato zobecnění statistické termodynamiky je také jedním z úkolů informační fyziky.

## Geometrie informační fyziky
Okolo r. 1980 si japonský matematik a bioinformatik Shun-ichi Amari povšimnul, že pravděpodobnostním rozdělením (zejména tzv. exponenciální rodina) i jiným strukturám teorie informace (např. tzv. entropickým funkcionálům) může být dán určitý geometrický význam, pokud je nahlížíme jako struktury diferenciální Riemannovy geometrie. Jde o geometrii, ve fyzice dobře známou z Einsteinovy obecné teorie relativity. Amari se spolupracovníky též ukázal, že takováto riemannovská informační geometrie umožňuje propojení s teorií neuronových sítí a informační teorií mozku.
Nedávno bylo též ukázáno, že další přirozenou podkladovou geometrií pro formulaci teorie pravděpodobnosti a informační fyziky je geometrie projektivní. Fundamentální význam projektivní geometrie pro fyziku byl výslovně zdůrazněn již Felixem Kleinem v jeho Erlangenském programu. Podobně závažně se vyslovil též Arthur Cayley ("Projektivní geometrie je veškerá geometrie.") Zvláštní význam má přitom projektivní prostor s reálnou dimenzí 6, popř. komplexní dimenzí 3. To lze intuitivně nahlédnout tak, že k formulaci součinového a součtového zákona teorie pravděpodobnosti potřebujeme celkem šest podmíněných pravděpodobností. Určitá výlučnost dimenze 6 úzce souvisí např. s teorií elektromagnetického pole, s Penroseho teorií twistorů, a je často zmiňována i v teoriích kvantové gravitace a Calabiho-Yauových variet.
Obě naznačené geometrizace informační fyziky, Riemannova geometrie ve 4 dimenzích a projektivní geometrie v 6 dimenzích, spolu úzce souvisí. Jde v podstatě o "vnitřní" (intrinsický) a "vnější" (extrinsický) pohled na geometrii. Projektivní hledisko ukazuje na fundamentální význam incidenčních struktur pro fyziku, a také na velmi zajímavou okolnost, že fyziku, teorii informace a pravděpodobnosti lze konzistentně budovat i bez zdánlivě nepostradatelného pojmu metriky. Problematika mimo jiné souvisí s projekty kvantového počítače a chemického počítače.